# کاسیو راموس
کاسیو راموس (پرتغالی: Cássio Ramos؛ زادهٔ ۶ ژوئن ۱۹۸۷) که با نام کاسیو شناخته می‌شود، بازیکن فوتبال اهل برزیل است.که در باشگاه فوتبال کورینتیانس در پست دروازه‌بان بازی می‌کند.

## باشگاهی
از باشگاه‌هایی که در آن بازی کرده‌است می‌توان به گرمیو، پی‌اس‌وی آیندهوون، اسپارتا روتردام و کورینتیانس اشاره کرد.

## تیم ملی
او همچنین در تیم ملی فوتبال برزیل هم بازی کرده‌است.